# Роже дьо Фльор
Роже дьо Фльор (на италиански: Ruggiero da Fiore; на немски: Rutger von Blum; на испански: Ruggero Flores) е рицар тамплиер, авантюрист и водач на каталанската компания, живял в края на 13 и началото на 14 век. Женен за Мария Асенина Палеологина, дъщерята на Иван Асен III.

## Произход
Роже дьо Фльор е роден през 1267 г. в град Бриндизи, Сицилианско кралство, като втори син в семейството на сицилианска благородничка и германския соколар Рихард фон Блум (Richard von Blum) на служба при император Фридрих II. От там идва и фамилното име дьо Флор, тъй като „Blume“ означава цвете на немски. Роже има един по-голям брат на име Якоб. Баща му загива само година след неговото раждане в битката при Талякоцо между армиите на Конрадин Хоенщауфен и Шарл I Анжуйски. Малкият Роже израства под грижите на майка си в Бриндизи.

## Моряк и тамплиер
Едва на осемгодишна възраст Роже дьо Флор е взет на служба на един от корабите на тамплиерите, спрял да презимува в родния му град Бриндизи. Впоследствие е приет в Ордена и става капитан на тамплиерската галера „El Falcón“ или „Сокола“. Като тамплиер Роже заминава за Светите земи и става един от най-опитните познавачи на морското и военно дело. През 1291 г. Роже дьо Флор заедно с кораба си участва в евакуацията на стотици християни от Акра, която е обсадена от султана на Египет. Той натоварва на „Сокола“ много хора с големи богатства и ги транспортира до все още непревзетата от мамелюците християнска крепост Пелегрин. След падането на Акра Роже е представен пред магистъра Жак дьо Моле от враговете си като крадец и предател, натрупал състояние от спасените семейства. В резултат на това и под угрозата да бъде наказан, Роже изоставя кораба си в пристанището на Марсилия и заминава за Генуа. Там взема заем от Тициано Дориа, закупува кораба „Ла Оливета“ и започва нова кариера на пират.

## Кондотиер
Борбата за надмощие между Кралство Арагон и Неаполитанското кралство за остров Сицилия дало възможност на младия капитан Роже дьо Флор да се изяви като един от най-добрите наемници в тази част на Средиземноморието. Първоначално Роже предложил кораба и услугите си на неаполитанския крал Роберт, който не го приел. Тогава Роже предпочел да постъпи на служба при крал Фридрих Арагонски. За услугите, които Рожер де Флор оказал на крал Фридрих, последният го наградил с титлата вицеадмирал. Пиратските действия на Роже дьо Флор в Месинския проток му донасят значителни печалби и скоро той екипира още галери и плаща на каталонски наемници и алмогаври, които стават част от войската му. През 1302 г. мирът в Калтабелота слага край на войната и между Неапол и Арагон. Крал Фридрих иска да освободи Сицилия от присъствието на наемническата армия, която вече не му е необходима и така Роже дьо Флор и хората му остават без работа. Скоро обаче се появява нова възможност във Византия.

## Каталонската компания
След окончателния край на Анжуйско-Арагонската война с мира от Калабелота и установяването на Сицилия под властта на династията Арагон, каталонските наемници остават без работа и търсят ново поле за изява. Византийският император Андроник II Палеолог приема предложението на т.нар. Каталонска компания и в края на 1303 г. Роже дьо Флор пристига в Константинопол начело на 6500 души, за да се сражава с прииждащите към Мала Азия турци.
Византийският император Андроник II Палеолог го наел, заедно с войската му от каталани и алмогавари, в помощ на обсадената вече от турците Малоазийска Филаделфия – провинция в Мала Азия. За да мотивира Роже дьо Флор, Андроник ІІ го сватосва за своята племенница и го провъзгласил за мега дук на Византийската империя. Така де Флор се оженил за височайшата императорска родственица – българската принцеса Мария Асенина Палеологина, дъщеря на цар Иван Асен III и царица Ирина – византийка по произход, сестра на Андроник II. Великолепната церемония по бракосъчетанието според аналите се състояла във Великата Константинополска катедрала „Света София“, като били извършени два брачни ритуала – по църковнославянски ортодоксален обред и по католически. През 1308 г. и сестрата на принцеса Мария Асенина – Теодора Асенина също се омъжила за един от предводителите на алмогаварите – дон Феран Ксименес д'Аунес, приятел и сподвижник на Роже дьо Флор. (Впоследствие принцеса Теодора Асенина д'Аунес има и втори брак с византийския военачалник Мануил Тагарис).
Рожер де Флор преплува Мраморно море и започва кампания срещу османците, нанасяйки им поражения по море и по суша. Завзема последователно Кизик, Анкира и Филаделфия, но претърпява поражение по време на обсадата на Магнезия.
През 1304 г. император Андроник ІІ Палеолог удостоява Рожер с титлата кесар.
Роже дьо Флор е убит на 30 април 1305 г. в Адрианопол от Михаил IX Палеолог.

## Семейство
През 1303 г. дьо Флор се жени за изгнаницата Мария Асенина Палеологина (1287 – 1314), дъщеря на някогашния български цар Иван Асен III и Ирина Палеологина.
Бракът им продължава по-малко от две години до смъртта на Роже. Мария Асенина му ражда син, който носи името на баща си – Роже дьо Флор (1304 – 1345).